# Associação de Futebol de Essuatíni
A Associação de Futebol de Essuatíni (em inglês:  Eswatini Football Association, EFA), anteriormente designada de Associação Nacional de Futebol da Suazilândia, (em inglês: National Football Association of Swaziland, NFAS) é o órgão dirigente do futebol em Essuatíni, responsável pela organização dos campeonatos disputados no país, bem como da Seleção Essuatiniana. Foi fundada em 1968 e é afiliada à FIFA desde 1978 e à CAF desde 1976. Ela também é filiada à COSAFA. Seu presidente atual é o senador Adam Mthethwa.